# Bertrand (Missouri)
Bertrand è un comune degli Stati Uniti d'America, situato nello Stato del Missouri, nella contea di Mississippi.